# Hubert Gerhard
Pour les articles homonymes, voir Gerhard.
Hubert Gerhard (né vers de 1540/1550 à Bois-le-Duc et décédé aux alentours de 1620) est un sculpteur de la Renaissance d'origine flamande.
Ses œuvres majeures se trouvent à Augsbourg avec notamment la fontaine d'Auguste (Augustusbrunnen) et à Munich avec une représentation de saint Michel en terre cuite et une représentation de la Bavaria dans l'Hofgarten.
Des statues en terre cuite de sa production se trouvent également dans la salle de cèdre au château de Kirchheim in Schwaben.

## Photos

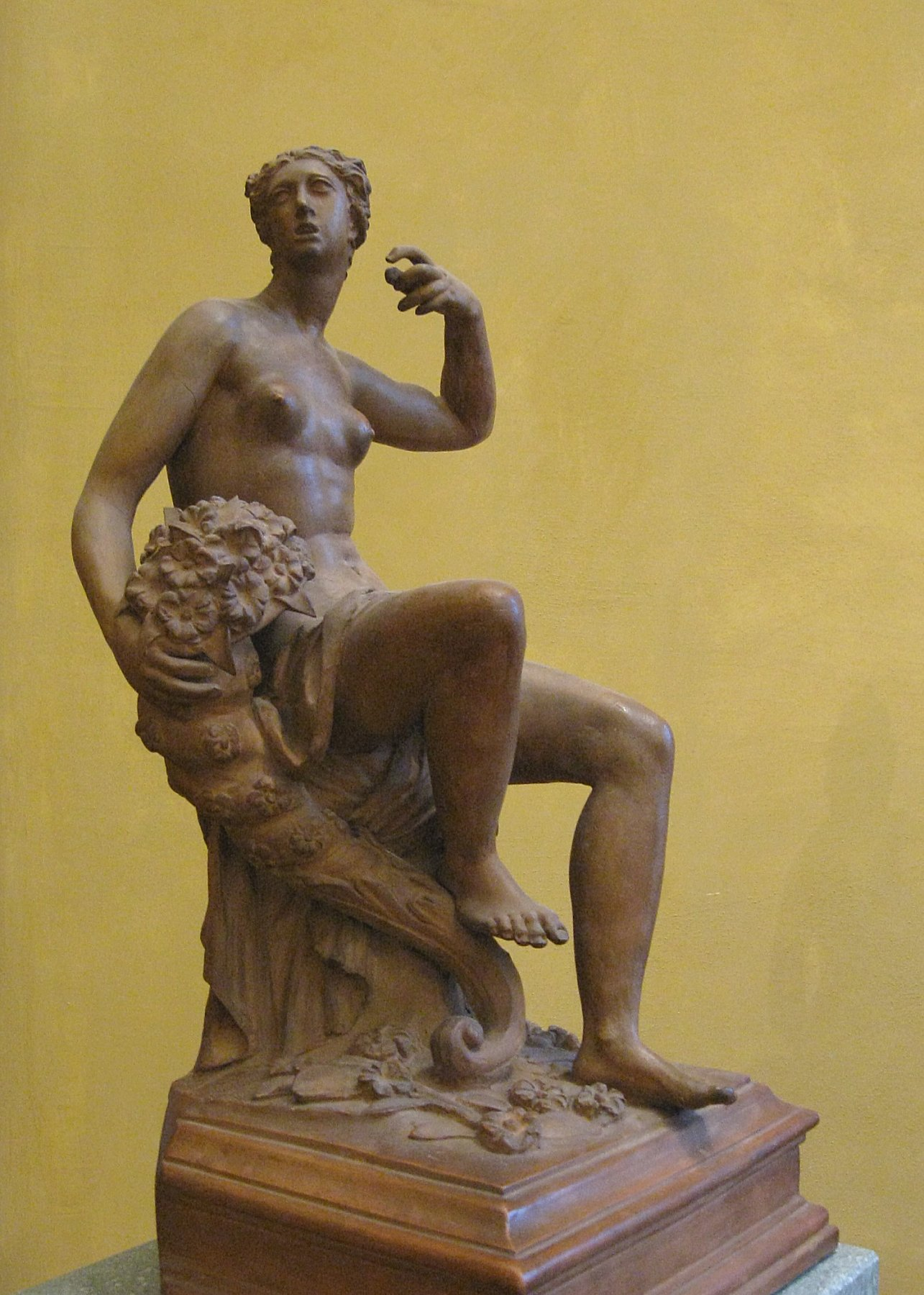
Frühling (printemps), 1590-1600, terre cuite, Bayerisches Nationalmuseum
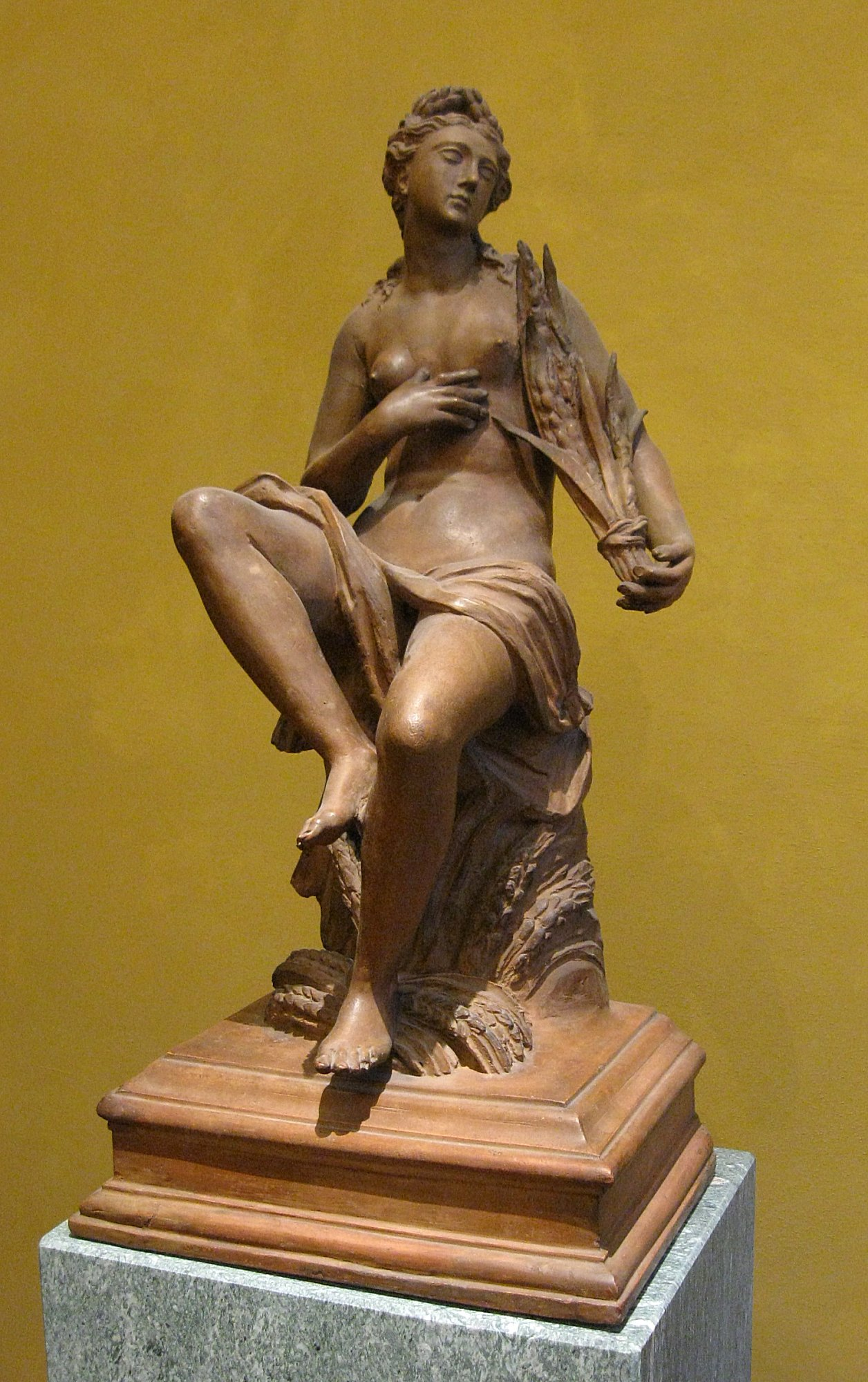
Sommer (été), 1590-1600, terre cuite, Bayerisches Nationalmuseum
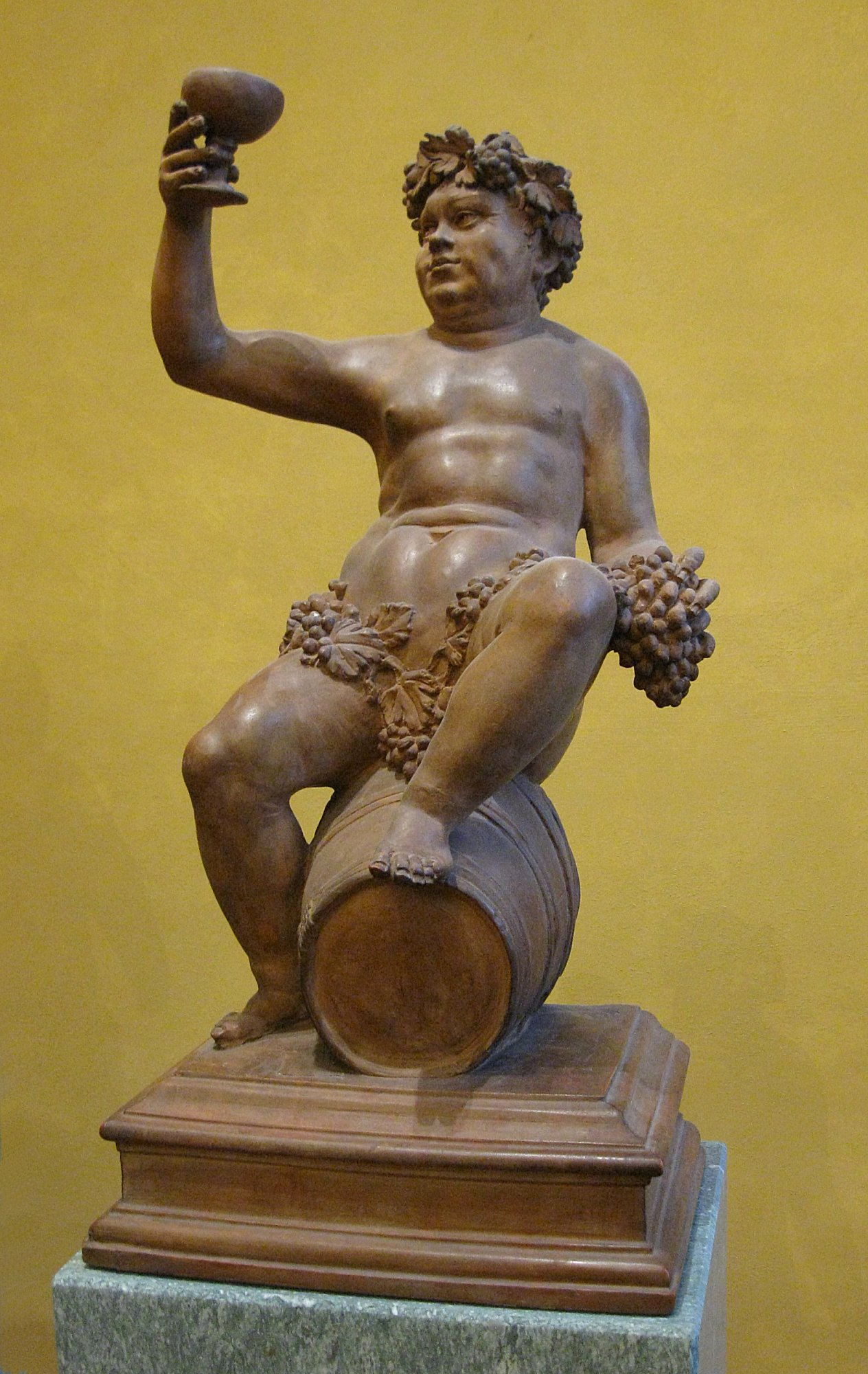
Herbst (automne), 1590-1600, terre cuite, Bayerisches Nationalmuseum
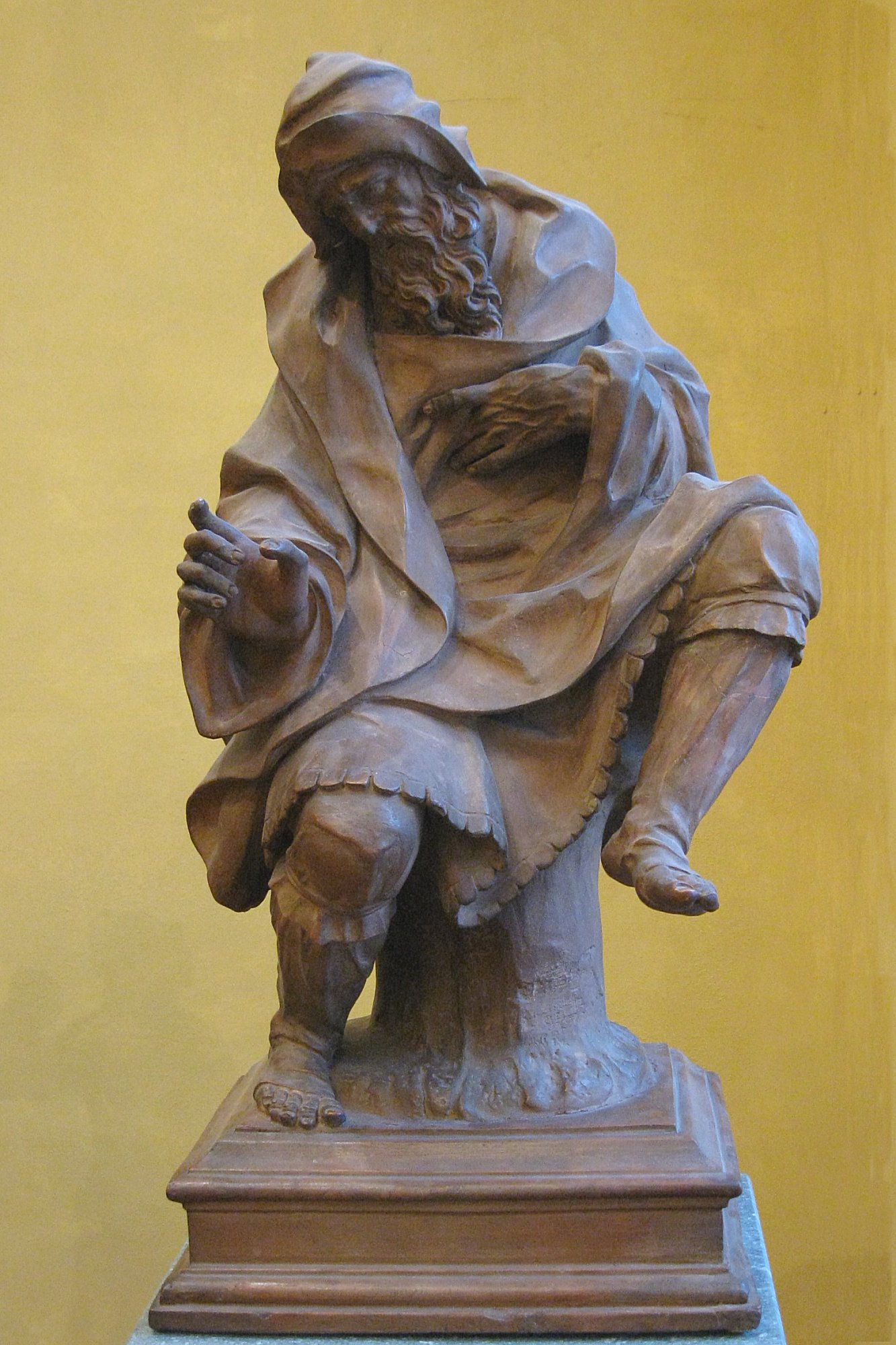
Winter (hiver), 1590-1600, terre cuite, Bayerisches Nationalmuseum